# Angela Malestein
Angela Malestein, née le 31 janvier 1993 à Spakenburg, est une joueuse internationale néerlandaise de handball, évoluant au poste d'ailière droite.

## Biographie
En décembre 2015, elle crée la surprise avec les Pays-Bas en atteignant la finale du championnat du monde, perdue face à la Norvège,
En décembre 2017, elle décroche une médaille de bronze lors du championnat du monde en remportant le match pour la troisième place face à la Suède.

## Palmarès

### En club
compétitions internationales
- finaliste de la coupe EHF en 2017 (avec SG BBM Bietigheim)

compétitions nationales
- championne d'Allemagne en 2017 et 2019 (avec SG BBM Bietigheim)
- championne des Pays-Bas en 2012 (avec SV Dalfsen)

### En sélection
Jeux olympiques
- 4e place aux Jeux olympiques de 2016 à Rio de Janeiro

championnats du monde
- vainqueur du Championnat du monde 2019
- finaliste du championnat du monde 2015
- troisième du championnat du monde 2017

championnats d'Europe
- finaliste du championnat d'Europe 2016
- troisième du championnat d'Europe 2018

autres
- finaliste du championnat d'Europe junior en 2011[5]

### Distinctions individuelles
- élue meilleure ailière droite du championnat d'Europe junior en 2011[6]
- élue meilleure ailière droite de la Ligue des champions en 2022